# Boboh
Boboh is een bestuurslaag in het regentschap Gresik van de provincie Oost-Java, Indonesië. Boboh telt 3463 inwoners (volkstelling 2010).